# 理查二世 (电影)
理查二世是一部英国电视电影，改编自莎士比亚同名戏剧。本节目是英國廣播公司第二台对威廉·莎士比亚的第二部历史四部曲的电视改编版的第一集。《理查二世》的导演是鲁珀特·古尔德，导演和本·鲍尔改编了剧本。有名无实的理查二世由本·威士肖扮演。此剧首播于2012年6月30日。

## 演员表
- 本·威士肖 饰演 理查二世 (英格兰)
- 罗里·金尼尔 饰演 亨利四世 (英格兰)
- 帕特里克·斯图尔特 饰演 冈特的约翰
- 大衛·蘇歇 饰演 the Duke of York
- 大卫·莫瑞瑟 饰演 Northumberland
- 汤姆·休斯 饰演 Aumerle
- 詹姆斯·鲍弗 饰演 Mowbray
- 克蕾曼絲·波西 饰演 Queen Isabella
- 琳賽·鄧肯 饰演 the Duchess of York
- 费迪南德·金斯利 饰演 Bushy
- 萨缪尔·罗金 饰演 Bagot
- 哈利·海顿-凯文 饰演 Green
- Finbar Lynch 饰演 Exton and Lord Marshall
- Adrian Schiller 饰演 Lord Willoughby
- Peter de Jersey 饰演 Lord Ross
- Lucian Msamati 饰演 the Bishop of Carlisle
- Richard Bremmer 饰演 the Abbot of Westminster
- 汤姆·古德曼-希尔 饰演 Sir Stephen Scroop
- Rhodri Miles 饰演 the Welsh Captain
- David Bradley 饰演 the Gardener
- Simon Trinder 饰演 the Gardener's 饰演sistant
- Isabella Laughland 饰演 the Queen's Serving Lady
- Daniel Boyd 饰演 the Groom

## 制作
本节目是英国广播公司的2012年文化奥林匹亚活动之一，准备以拍摄莎士比亚的历史剧庆祝2012年夏季奥林匹克运动会。2010年9月，山姆·曼德斯签约作为执行制片人改编莎士比亚历史四部曲（Richard II, Henry IV Parts I & II, 和 Henry V）的全四部。Pippa Harris (和曼德斯都代表Neal Street Productions), Gareth Neame (NBC環球), 和Ben Stephenson (BBC)也成为了执行制片人。
《理查二世》完全是实地拍摄的，拍摄地点包括St David's Cathedral, Pembroke Castle 和Packwood House。2011年7月拍摄完成。